# Heteromys gaumeri
Heteromys gaumeri är en däggdjursart som beskrevs av J. A. Allen och Chapman 1897. Heteromys gaumeri ingår i släktet Heteromys och familjen påsmöss. IUCN kategoriserar arten globalt som livskraftig. Inga underarter finns listade i Catalogue of Life.
Denna gnagare förekommer på Yucatanhalvön i södra Mexiko, Guatemala och Belize. Arten vistas i låglandet. Habitatet utgörs av delvis lövfällande skogar med buskar som undervegetation.
Individerna är aktiva på natten och går främst på marken. De lever utanför parningstiden ensam och har troligen avgränsade revir. Parningen sker mellan januari och april under regntiden. Honor föder 2 till 5 ungar per kull.